# USB-носитель
USB-носитель — носитель данных для компьютера, подключаемый  с помощью интерфейса шины USB. К USB-носителям относятся:
- USB-накопители, или флеш-диски — компактные устройства, включающие в своей конструкции флеш-память и адаптер;
- кардридеры для чтения флеш-карт различных типов;
- жёсткие диски, подключаемые через специальный адаптер. Наиболее популярны у потребителей жёсткие диски для ноутбуков, которые, будучи помещены в компактный адаптер, легко умещаются в карман одежды;
- устройства для чтения CD/DVD дисков, подключаемые по USB. Ввиду высокой стоимости, больших габаритов,  невысокой скорости работы и менее удобному доступу к данным, имеют очень малое распространение по сравнению с флеш-устройствами и даже портативными жёсткими дисками;
- USB-дисководы для дискет. Ввиду малого объёма и других недостатков дискет, к 2008 г. практически вышли из употребления. Могут использоваться на серверах с поставкой ПО на дискетах (3.5");
- любые другие устройства с энергонезависимой памятью, подключаемые по интерфейсу USB. Например, в качестве USB-носителя можно использовать большинство моделей современных Смартфонов.